# Karl Ulfsson (Sparre av Tofta)
Karl Ulfsson till Tofta (Sparre av Tofta), född på 1300-talet, begravd i Vadstena kloster 17 februari 1410 var en svensk riddare, riksråd, marsk och lagman i Uppland samt morfar till kung Karl Knutsson.

## Biografi
Karl Ulfsson (Sparre av Tofta) var son till Ulf Abjörnsson (Sparre av Tofta) och Kristina Sigmundsdotter (tre klöverblad). Han är tidigast omnämnd i samtida urkunder 1349 och blev riddare 1354–1358. Han var från 1354 till 1392 häradshövding i Trögds härad. Han blev riksråd senast 1356 och lagman i Upplands lagsaga senast 1362. Karl Ulfsson var på 1380-talet till 1399 hövitsman på Viborgs slott. Han omtalas i livet sista gången 1407 och begravdes 17 februari 1410 i Vadstena kloster.
Han var läs- och skrivkunnig och studerade i Paris. Åren 1364–1371 var han marsk under kung Albrekt av Mecklenburg, och 1365 är han omnämnd som fogde i Stockholm. Han var en av dem som undertecknade unionsdokumentet för Kalmarunionen den 20 juli 1397.

### Egendom
Karl Ulfsson huvudgods var Tofta i Adelsö socken och Ekholmens slott i Veckholms socken. Han ägde även Fågelvik i Tryserums socken, som han ärvt efter sin halvsyster Kristina Ulfsdotter.
Han fick 1361 i förläning Dåvö i Munktorps socken på livstid. Hade även Björkekinds härad i pant och Köpings län.
Karl Ulfsson hade gods i Bälinge härad, Norunda härad, Olands härad, Rasbo härad, Sjuhundra härad, Sollentuna härad, Trögds härad, Ulleråkers härad, Vaksala härad, Åsunda härad och Ärlinghundra härad i Uppland i Selebo härad, Västerrekarne härad, och Österrekarne härad i Södermanland, i Tuhundra härad och Yttertjurbo härad i Västmanland, 8 Aska härad, Bankekinds härad, Björkekinds härad, Bobergs härad, Lösings härad, Vifolka härad, och Östkinds härad i Östergötland, i Gudhems härad och Vadsbo härad i Västergötland och Sunnerbo härad, Västbo härad, Tveta härad och Vista härad i Småland.

### Familj
Karl Ulfsson gifte sig första gången 6 maj 1352 med Ingrid Eriksdotter (Boberg), dotter till Erik Boberg och Birgitta Knutsdotter (Algotssöneras ätt). De fick tillsammans sonen Knut Karlsson, som sedermera blev riddare och riksråd och troligen stupade i slaget på Falan 1389.
Han gifte sig andra gången senast 28 september 1363 med Helena Israelsdotter (Finstaätten) (död senast 1375), dotter till lagmannen Israel Birgersson (Finstaätten) och Bengta Karlsdotter (Färla).
Karl Ulfsson gifte sig tredje gången med Margareta och fjärde gången med en okänd kvinna.
Hans fjärde hustru hette Cecilia och den femtes namn är okänt, men hon överlevde honom endast en kort tid och gravsattes tillsammans med honom. I något av de två sista äktenskapen föddes dottern Margareta, som i äktenskapet med Knut Tordsson blev mor till Karl Knutsson.